# Shōbōgenzō Zuimonki

Le Shōbōgenzō Zuimonki (jap. : 正法眼蔵隨聞記), que l'on peut traduire par La Vraie Loi, Trésor de l'Œil [Shōbōgenzō]: Notes fidèles de paroles entendues [Zuimonki], est un recueil de discussions informelles, d'enseignements et de conseils sur le Dharma donnés à ses disciples par le maître Eihei Dōgen, fondateur de l'école zen appelée Sōtō. Ces entretiens, qui eurent lieu entre 1235 à 1237 à Kôshô-ji, ont été pris en note par son principal disciple, Koun Ejō. Le texte a probablement été révisé par d'autres disciples après la mort d'Ejō.

## Genre littéraire

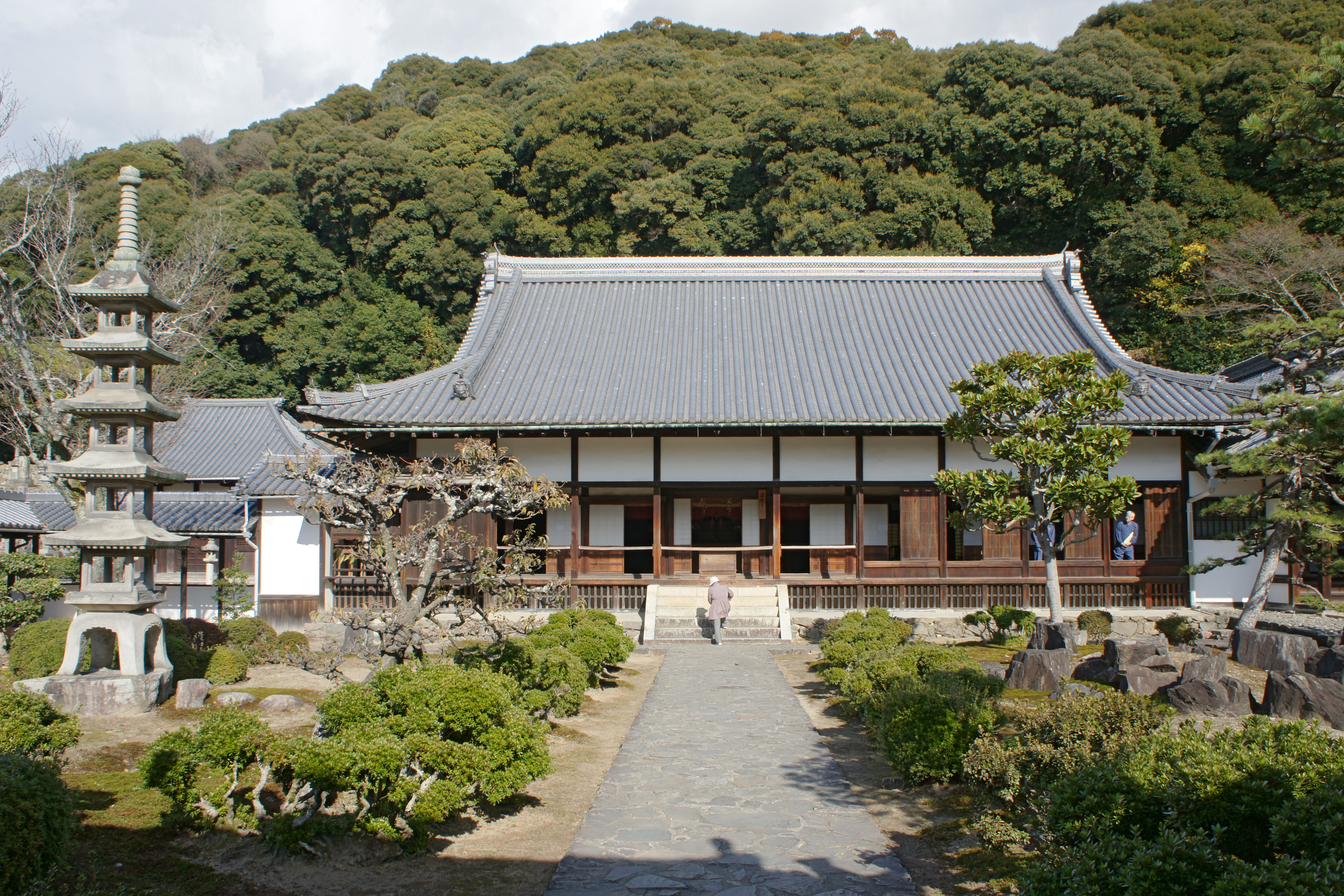
Vue du Kōshō-ji, le temple où Dôgen tint les propos réunis dans le Zuimonki.

Le Zuimonki est le premier exemple au Japon de goroku (« entretiens des maîtres »), un genre très important dans la littérature zen, qui s'est d'abord développé en Chine où il est connu sous le nom de yu-lu. Les recueils d'entretiens sont constitués de sermons, de dialogues entre maître et disciples, de dits et de propos, d'anecdotes et autres enseignements de grands maîtres zen. Ce matériel a en général été rassemblé et publié après la mort du maître.
Ejô a noté ces propos tenus en japonais familier, et il leur a laissé leur saveur particulière, sans les traduire en chinois formel, comme c'était alors la règle au Japon.

## Versions

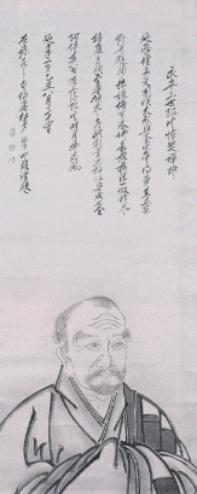
Portrait de Koun Ejô.

Il existe plusieurs versions du Shōbōgenzō Zuimonki. Les notes de Ejô ont longtemps été transmises sous forme manuscrite, avant d'être imprimées pour la première fois en 1651. Cette version a été reprise, sous une forme amendée et améliorée, par Menzan Zuihō (1683-1769), un moine zen érudit très influent, qui l'a publiée en 1770,. Cette version de Menzan est devenue très populaire, et elle est connue sous le nom de rufu-bon, «version populaire».
En 1942, Dōshū Ōkubo a découvert dans le temple Chōen-ji (préfecture d'Aichi) une deuxième version, plus ancienne. Elle a reçu le nom de Chōenji-bon, « Version du Chōen-ji ». Le public put accéder à cette version en 1963, grâce à la traduction en japonais moderne de Chikuma Shobō.

## Contenu
L'œuvre est généralement considérée comme étant la plus accessible de Dōgen, en raison de ses exemples concrets et de l'utilisation peu fréquente d'allusions, de métaphores et de jeux de mots caractéristiques de ses autres écrits. Cela l'a rendue très populaire au sein de l'école Sôtô.
Selon Shōhaku Okumura, un enseignant zen contemporain, le Zuimonki permet de voir l'attitude qu'il convient adopter dans la pratique, et ce grâce à de nombreux exemples sur lesquels il s'appuie.
Le message fondamental des discours de Dōgen est la vision de l'impermanence, et cette recommandation se retrouve dans plusieurs causeries. Dôgen y souligne également la nécessité de se libérer de l'ego: ces deux points — voir l'impermanence de toute chose et se libérer des illusions de l'ego — constituent le fondement même de la Voie telle que Dôgen l'enseigne. Il faut donc appliquer cela dans notre vie quotidienne, en se gardant de confondre cette pratique avec du pessimisme. Au contraire: voir l'impermanence nous permet d'être attentif au temps qui passe, et la fausseté de l'ego nous ouvre à agir pour le bénéfice d'autrui.
De ces fondements découlent plusieurs dispositions qu'il convient d'acquérir et d'entretenir. Mentionnons: se libérer de ses conceptions personnelles, faire preuve de compassion ou d'un esprit de parents envers les autres, mener une vie de simplicité et de pauvreté, sans recherche de profit ni de célébrité, se libérer de l'attachement au corps et à l'esprit, et aussi se concentrer sur sa propre pratique. Cela nécessite aussi de rejoindre un monastère et une sangha afin de pratiquer avec les autres. Enfin, à la base de toutes ces dispositions, se trouve la pratique de zazen.

## Extraits
Sur l’ego :
«Apprendre à pratiquer et maintenir la Voie, c’est abandonner l’attachement à l’ego et suivre les instructions d’un maître. L'essence de cela, c'est d’être libéré de toute avidité. Pour éteindre l’avidité, avant tout, vous devez abandonner votre moi égocentrique. Pour abandonner le moi égocentrique, voir l’impermanence est une nécessité première.» 
Sur l’impermanence :
«Notre vie change d’instant en instant, elle s’écoule rapidement, jour après jour. C’est la réalité devant nos yeux. Pour la voir, nul besoin d’attendre les enseignements des maitres ou des sutras. À chaque moment, n’espérez pas que demain vienne. Pensez seulement à ce jour et  à ce moment.» 

## Traductions

### En français
- Enseignements du maître zen Dôgen, Shôbôgenzô Zuimonki. Notes fidèles de paroles entendues du maître zen Ejô  (trad. et commentaires d'après la version anglaise de Kegan D. Robert), Paris, Sully, 2001, 235 p. (ISBN 978-2-911-07432-5)

### En anglais
- (en) A Primer of Sōtō Zen: A Translation of Dōgen's Shōbōgenzō Zuimonki [« Une introduction au Zen Sôtô: traduction du Shōbōgenzō Zuimonki de Dōgen »]  (trad. par Reiho Masunaga), Honolulu, University of Hawaii Press, 1975, 119 p. (ISBN 978-0-824-80357-5)
- (en) Shobogenzo-zuimonki: Sayings of Eihei Dogen Zenji  (trad. par Shohaku Okumura), Tokyo, Sotoshu Shumucho, 2015 (1re éd. 1988), 232 p. (lire en ligne)